# Ефект Лінді
Ефект Лінді — стверджує, що «міцність» (негаснуча популярність) речі пропорційна до тривалості її життя. Наприклад, якщо книги Платона видаються уже 2000 років, то майже точно можна стверджувати що вони будуть видаватися ще наступні 2000 років, на відміну, наприклад, від Гаррі Поттера. Ефект Лінді дозволяє оцінити ризики при інвестуванні і відрізняти крихкість або міцність компаній, валюти, прогнозувати тривалість популярності книг, письменників, музикантів у майбутньому.
Ідея ефекту Лінді полягає в тому, що очікувана тривалість життя деяких речей, які не псуються швидко, наприклад як технологія або ідея, пропорційна їхньому нинішньому віку. Таким чином кожний додатковий період виживання означає подовження сукупної тривалості життя. Там де ефект Лінді застосовується, смертність знижується з плином часу. На противагу живим істотам або механізмам у яких крива надійності (U-крива); після періоду дитинства імовірність смерті підвищується з плином часу. Оскільки очікувана тривалість життя є ймовірнісною, річ може вимерти перед її «очікуваним» виживанням. Іншими словами, необхідно визначити як вік, так і «здоров'я» речі для визначення тривалості виживання.

## Походження
Термін та ідея належить Альберту Гольдману та викладена у статті 1964 року для журналу The New Republic під назвою «Закон Лінді». В ній він стверджує, що «очікування від майбутньої кар'єри телевізійного коміка пропорційні загальному об'єму його присутності на телебаченні». Термін «Лінді» відноситься до назви однойменного ресторану в Нью-Йорку, де коміки збиралися для обговорення своїх шоу та поточної ситуації в шоу-бізнесі.
Бенуа Мандельброт вжив термін ефект Лінді у своїй праці «Фрактальна геометрія природи» 1984 року. Мандельброт виразив математично, що для деяких речей, прив'язаних до життя виробника, наприклад як до людської обіцянки, очікувана тривалість життя пропорційна до минулої. Мандельброт зазначив, що «праці, які залишалися актуальними неважливо скільки, будуть залишатися такими ще рівно такий же проміжок часу. Коли вони випадуть, то чітко посередині очікуваної тривалості».
Нассім Талеб розвинув ідею у книзі «Чорний лебідь». Певний клас речей, що не псуються та не втрачають актуальності з плином часу, він виразив через ступеневий закон:
З проектами людей маємо іншу історію. Вони часто масштабуються. З масштабованими змінними ми побачимо зворотній ефект. Скажемо, що проект повинен закінчитися на 79 день, приблизно таку тривалість в роках має народжене немовля жіночої статі. На 79 день, якщо проект не закінчено, можна очікувати ще додаткові 25 днів для завершення. Але на 90-й день, якщо проект все же не завершено, знадобиться 58 днів додатково для завершення. На сотий день, знадобиться ще 89 днів для завершення. На 119 день, потрібно ще 149 днів. На 600 день, якщо проект все ще не завершений, знадобиться 1590 додаткових днів. Як бачимо, чим довше чекаєш, тим довше очікувана тривалість чекання.
В книзі «Антикрихкість: речі, що стають кращими від безладу» Талеб вперше посилається на ефект як на ефект Лінді, додаючи його до більш широкої теорії «антикрихкості»:
Якщо книга була у друку протягом сорока років, я можу очікувати, що вона буде перевидаватися ще в наступні сорок років. Але, і тут основна різниця, якщо вона виживе в наступне десятиліття, можна очікувати перевидання в наступні п'ятдесят років. Це просте правило говорить нам, що речі, які були поряд тривалий час не старіють як люди, а «старіють» в зворотньому напрямку. Кожен рік, що спливає, без вимирання подовжує вдвічі очікувану тривалість життя. Це індикатор міцності. Міцність речі пропорційна до тривалості її життя!
Мандельброт погоджується з розширеним поясненням ефекту від Талеба.
Ефект Лінді є узагальненою формою Теореми Судного дня, а базується він на принципі Коперника, що стверджує що на осі часу немає особливих чи якось виділених точок.

## Вжиток
Щодо речей, які пройшли випробування часом, можна очікувати все більшу тривалість життя з плином часу. Ефект Лінді вживається у прийнятті рішень, допомагає відрізнити тих, що уціліли випадково від невипадкових та оцінити крихкість або міцність речі. Наприклад, компанії, що існують на ринку найтриваліший час та досі відносно «здорові», будуть на ринку найдовше і навпаки. Інвестори можуть використовувати ефект Лінді для оцінки цінних паперів та вибору найдовговічніших компаній для збереження вартості.

## Розподіл Парето
Тривалість життя, що слідує за розподілом Парето (ступеневий закон), проявляє ефект Лінді. Для прикладу, з параметром {\displaystyle \alpha =2}, умовою для досягнення віку {\displaystyle x>x_{\min {}}}, очікувана тривалість життя також {\displaystyle x}. Зокрема, спочатку очікувана тривалість життя {\displaystyle 2x_{\min {}}}, але якщо цієї точки досягнуто, то очікувана тривалість життя також {\displaystyle 2x_{\min {}}}; якщо досягнуто цієї точки, то очікувана тривалість {\displaystyle 2x_{\min {}}}; якщо й цієї досягнуто, робить загальну тривалість у цій точці {\displaystyle 4x_{\min {}}} тоді загальна очікувана тривалість {\displaystyle 4x_{\min {}}} і так далі.
Більш узагальнено, з пропорційністю, нехай дано {\displaystyle m>0} і використовуючи параметр {\displaystyle \alpha ={\frac {m}{m-1}}} у розподілі Парето з умовою досягнення будь-якого віку {\displaystyle x>x_{\min {}}}, очікувана тривалість життя {\displaystyle mx}.